# Villepinte, Seine-Saint-Denis
Villepinte là một xã trong vùng đô thị Paris, thuộc tỉnh Seine-Saint-Denis, vùng hành chính Île-de-France của nước Pháp, có dân số là 33.209 người (thời điểm 2002).